# Copa Verde 2020
La Copa Verde 2020 fue la séptima (7ª) edición del torneo que reúne equipos de la región norte y la región centro-oeste incluyendo el Estado de Espírito Santo. El torneo fue organizado por la Confederación Brasileña de Fútbol, con un formato de disputa de partido único y partidos de ida y vuelta pasando solo un equipo a la siguiente fase.
La competencia contó con 24 equipos participantes, elegidos en función de su desempeño en los campeonatos estatales y su posición en el Ranking CBF. El campeón garantizó un cupo a la tercera ronda de la Copa de Brasil de 2021 y la competencia incluso se vio amenazada por la Pandemia de COVID-19, pero la edición 2020 de la Copa Verde se mantuvo.
Aunque la CBF no mencionó la Copa Verde cuando lanzó el calendario de competiciones para la temporada 2020, los directores de la entidad garantizaron que el torneo se jugaría en paralelo a los campeonatos estatales y al comienzo del Campeonato Brasileño.
En octubre de 2020, en una visita al Estadio Kleber Andrade, el secretario general de la CBF, Walter Feldman, garantizó que la disputa se llevaría a cabo, incluso si comienza solo en 2021.
El 19 de noviembre la CBF anunció que la competición se disputaría de enero a febrero de 2021.

## Equipos participantes

### Clasificados por campeonatos estatales
| Estado              | Club                       | Ciudad                   | Vía de clasificación                                                                           | Estadio                              | Capacidad     |
| ------------------- | -------------------------- | ------------------------ | ---------------------------------------------------------------------------------------------- | ------------------------------------ | ------------- |
| Acre                | Atlético Acreano Galvez    | Rio Branco               | Campeón del Campeonato Acreano 2019 Subcampeón del Campeonato Acreano 2019                     | Arena da Floresta                    | 20,000        |
| Amapá               | Santos - AP                | Macapá                   | Campeón del Campeonato Amapaense 2019                                                          | Mangueirão                           | 45,007        |
| Amazonas            | Manaus Fast Clube          | Manaus                   | Campeón del Campeonato Amazonense 2019 Subcampeón del Campeonato Amazonense 2019               | Defelê                               | 1,500         |
| Distrito Federal    | Gama Brasiliense           | Gama Taguatinga          | Campeón del Campeonato Brasiliense 2019 Subcampeón del Campeonato Brasiliense 2019             | Bezerrão Serejão                     | 20,000 28,800 |
| Espírito Santo      | Real Noroeste Vitória - ES | Águia Branca Vitória     | Campeón de la Copa Espírito Santo 2019 Subcampeón de la Copa Espírito Santo 2019               | José Olímpio da Rocha Kleber Andrade | 5,281 21,000  |
| Goiás               | Atlético Goianiense        | Goiânia                  | Campeón del Campeonato Goiano 2019                                                             | Antônio Accioly                      | 10,501        |
| Mato Grosso         | Cuiabá                     | Cuiabá                   | Campeón del Campeonato Matogrossense 2019                                                      | Arena Pantanal                       | 44,000        |
| Mato Grosso del Sur | Águia Negra Aquidauanense  | Rio Brilhante Aquidauana | Campeón del Campeonato Sul-Matogrossense 2019 Subcampeón del Campeonato Sul-Matogrossense 2019 | Ninho d'Águia Noroeste               | 8,000 5,000   |
| Pará                | Remo                       | Belém                    | Campeón del Campeonato Paraense 2019                                                           | Mangueirão                           | 45,007        |
| Rondônia            | Ji-Paraná                  | Ji-Paraná                | Subcampeón del Campeonato Rondoniense 2019                                                     | Biancão                              | 5,000         |
| Roraima             | São Raimundo-RR            | Boa Vista                | Campeón del Campeonato Roraimense 2019                                                         | Ribeirão                             | 3,000         |
| Tocantins           | Palmas                     | Palmas                   | Campeón del Campeonato Tocantinense 2019                                                       | Nilton Santos                        | 10,000        |

### Clasificados por Ranking de la CBF
| Estado      | Club                       | Ciudad                       | Vía de clasificación                           | Estadio                         | Capacidad     |
| ----------- | -------------------------- | ---------------------------- | ---------------------------------------------- | ------------------------------- | ------------- |
| Acre        | Rio Branco - AC            | Rio Branco                   | 68.º Ranking de la CBF                         | Arena da Floresta               | 20,000        |
| Goiás       | Vila Nova Aparecidense     | Goiânia Aparecida de Goiânia | 33º Ranking de la CBF 69.º Ranking de la CBF   | OBA Annibal Batista             | 11,788 4,800  |
| Mato Grosso | Luverdense Sinop           | Lucas do Rio Verde Sinop     | 40.º Ranking de la CBF 81.er Ranking de la CBF | Passo das Emas Gigante do Norte | 10,000 13,000 |
| Pará        | Paysandu Independente - PA | Belém Tucuruí                | 28.º Ranking de la CBF 129.º Ranking de la CBF | Curuzú Navegantão               | 16,200 8,200  |

## Cuadro del campeonato

### Fase preliminar
| Fechas      | Local        | Resultado | Visita          |
| ----------- | ------------ | --------- | --------------- |
| 20 de enero | São Raimundo | 3:4       | Galvez          |
| 20 de enero | Fast Clube   | 0:2       | Independente-PA |
| 20 de enero | Palmas       | 2:0       | Real Noroeste   |
| 20 de enero | Aparecidense | 7:0       | Aquidauanense   |
| 20 de enero | Brasiliense  | 4:0       | Vitória-ES      |
| 20 de enero | Sinop        | 4:0       | Águia Negra     |
| 21 de enero | Manaus       | 5:0       | Ji-Paraná       |
| 24 de enero | Santos-AP    | 0:2       | Gama            |

### Octavos de final
| Fechas       | Local               | Resultado | Visita            |
| ------------ | ------------------- | --------- | ----------------- |
| 24 de enero  | Luverdense          | 1:2       | Brasiliense       |
| 25 de enero  | Atlético Acreano    | 1:5       | Manaus            |
| 25 de enero  | Cuiabá              | 2:1       | Aparecidense      |
| 25 de enero  | Atlético Goianiense | 5:1       | Sinop             |
| 27 de enero  | Remo                | 1:0       | Gama              |
| 27 de enero  | Rio Branco          | 1:3       | Independente - PA |
| 28 de enero  | Paysandu            | 4:1       | Galvez            |
| 2 de febrero | Vila Nova           | 3:1       | Palmas            |

### Cuartos de final
| Fechas           | Local en la ida     | Global       | Local en la vuelta | Ida | Vuelta |
| ---------------- | ------------------- | ------------ | ------------------ | --- | ------ |
| 3 y 7 de febrero | Manaus              | 3:2          | Paysandu           | 1:1 | 2:1    |
| 3 y 7 de febrero | Remo                | 3:3 (3:0 p.) | Independente - PA  | 2:0 | 1:3    |
| 5 y 8 de febrero | Cuiabá              | 1:3          | Vila Nova          | 1:0 | 0:3    |
| 4 y 7 de febrero | Atlético Goianiense | 2:5          | Brasiliense        | 1:2 | 1:3    |

### Semifinales
| Fechas             | Local en la ida | Global       | Local en la vuelta | Ida | Vuelta |
| ------------------ | --------------- | ------------ | ------------------ | --- | ------ |
| 13 y 18 de febrero | Manaus          | 3:7          | Remo               | 1:1 | 2:6    |
| 14 y 18 de febrero | Vila Nova       | 3:3 (3:5 p.) | Brasiliense        | 0:2 | 3:1    |

### Final
| 21 de febrero de 2021, 15:30 | Brasiliense          | 2:1 (1:0) | Remo        | Mané Garrincha, Brasilia                       |                                                |
|                              | Sandy 32' · Aldo 80' | Reporte   | 22' Wallace | Árbitro(s): Dyorgines José Padovani de Andrade | Árbitro(s): Dyorgines José Padovani de Andrade |

| 24 de febrero de 2021, 16:00 | Remo                                                                                 | 2:1 (1:0) (4:5 p.)         | Brasiliense                                                 | Mangueirão, Belém                        |                                          |
|                              | Fredson 26' · Rafael Jensen 61'                                                      |                            | 50' Zé Love                                                 | Árbitro(s): Jefferson Ferreira de Moraes | Árbitro(s): Jefferson Ferreira de Moraes |
|                              |                                                                                      | Tiros desde el punto penal |                                                             |                                          |                                          |
|                              | Felipe Gedoz · Lucas Siqueira · Lailson · Wallace · Rafael Jensen · Wellington Silva |                            | Peu · Aldo · Sandy · Jefferson Maranhão · Romarinho · Diogo |                                          |                                          |

| Campeón 2020 Copa Verde                |
| Bandera del Distrito Federal de Brasil |
| -------------------------------------- |
| Brasiliense (1º título)                |

## Goleadores
Actualizado el 24 de febrero de 2021.
| Pos. | Jugador       | Equipo       | Goles |
| ---- | ------------- | ------------ | ----- |
| 1    | Alan Mineiro  | Vila Nova    | 5     |
|      | Diego Rosa    | Manaus       | 5     |
| 3    | Luquinhas     | Brasiliense  | 4     |
| 4    | Zé Love       | Brasiliense  | 3     |
|      | Jackie Chan   | Manaus       | 3     |
|      | Alex Henrique | Aparecidense | 3     |
|      | Wallace       | Remo         | 3     |